# Tetsuwan Atom (мультсеріал, 1963)
«Tetsuwan Atom» (яп. 鉄腕アトム, Tetsuwan Atomu, «Mighty Atom», досл. англ. «Iron Arm Atom», англ. Astro Boy, укр. Астро Бой) — японський телесеріал, прем'єра якого відбулася на Fuji TV 1 січня 1963 року. Це перший популярний анімаційний японський мультсеріал, який є втіленням естетичного зразка, що пізніше став відомий у всьому світу, як аніме. Спершу це була манґа під такою ж самою назвою видана в 1952 році під керівництвом Осами Тедзуки, котрого знають в Японії як «Бога манґи». Після того як мультсеріал досяг успіху як у Японії, так і за її межами як перше аніме, що транслюється за кордоном, сюжет Астро Боя був дещо змінений під тією ж назвою в 1980-х, а в 2003 році вийшов під назвою Астро Бой: Могутній Атом. Він складається з чотирьох сезонів, в загальній кількості 193 епізоди. Заключний епізод був представлений у передноворічний вечір 1966 року . На вершині своєї популярності, Астро Бой мав широку аудиторію, яка складала 40 % японського населення, тих, котрі мали доступ до телевізора. У 1964 році на основі мультсеріалу у Японії вийшов повнометражний анімаційний фільм Mighty Atom, the Brave in Space (яп. 鉄腕アトム 宇宙の勇者, Tetsuwan Atomu: Uchū no yūsha). Це була збірка з трьох епізодів: Космічний корабель робота, Останній день на Землі та Оборонний дивізіон Землі. Останні два епізоди були зняті в кольорі.